# Степановка (Черновицкая область)
Степановка (укр. Степанівка), до 1940 года — Стефанешты (рум. Ștefănești) — село в Кострижевской поселковой общине Черновицкого района Черновицкой области Украины.
До 2020 года входило в Заставновский район
Население по переписи 2001 года составляло 101 человек. Почтовый индекс — 59437. Телефонный код — 3737. Код КОАТУУ — 7321587202.